# Avenue Adrienne-Ranc-Sakakini
L’avenue Adrienne-Ranc-Sakakini est située dans le 10e arrondissement de Marseille, quartier Saint-Loup.

## Situation et accès
L’avenue Adrienne-Ranc-Sakakini comporte deux fois une voie pour la circulation automobile, une large piste cyclable, une promenade piétonne offrant des vues sur la ville et les collines. Elle va de la rue des Trois-Ponts à l’avenue du Corps-Expéditionnaire-Français. C'est un des tronçons de la voie de liaison inter-quartiers U430.
Dans cette zone au relief complexe plusieurs bassins de rétention souterrains ont été réalisés afin de recueillir les eaux pluviales. Le franchissement de l’avenue par le chemin des Prud'hommes a nécessité la construction d’un pont. Un pan de colline a été percé entre ce pont et la cité Saint-Thys. Des murs de soutènement et des butons sécurisent à ce niveau les lotissements surplombants.

## Origine du nom
La dénomination de l’avenue est un hommage à Adrienne Ranc-Sakakini, résistante marseillaise.

## Historique

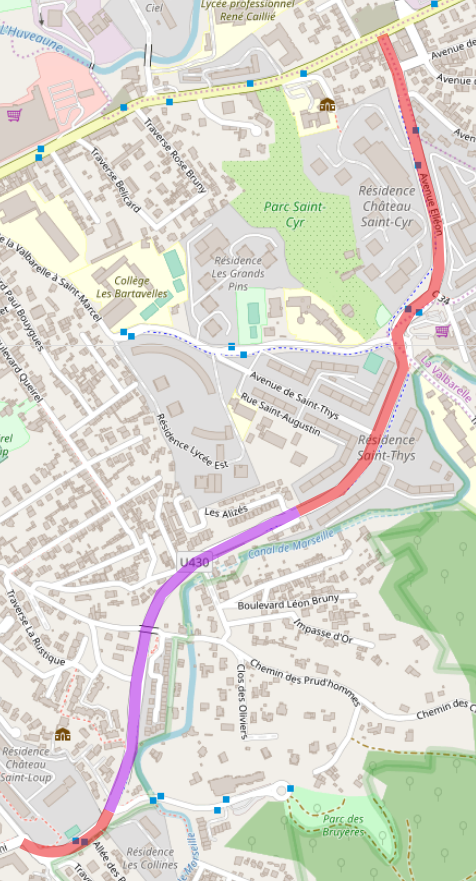
La voie U430 : en violet l'avenue Adrienne-Ranc-Sakakini, en rouge les autres voies. Voir la carte sur OpenStreetMap.

Le chantier de l'avenue Adrienne-Ranc-Sakakini débute en 2014. Son ouverture à la circulation en mai 2016, après celle de la rue du Professeur Roger-Luccioni en 2006, permet enfin le contournement du noyau villageois de Saint-Loup.
La nouvelle avenue constitue l'un des tronçons de la voie U430 inscrite au plan d'occupation des sols de la ville de Marseille depuis 1981. Sa réalisation s'inscrit dans la deuxième phase d’un projet de réorganisation de la circulation dans l'Est de Marseille, en liaison avec la rocade L2 et le futur Boulevard Urbain Sud (B.U.S), et en direction de l’avenue Jean-Lombard et de la Fourragère dans les 11e et 12e arrondissements.
Plus localement il s'agit de fluidifier le trafic automobile saturé sur le boulevard de Saint-Loup et d'améliorer de la desserte de zones nouvellement urbanisées dans les quartiers Saint-Tronc et de Saint-Loup.
Le nouvel itinéraire inauguré en 2014 entre la traverse Chanteperdrix et le début du boulevard de la Valbarelle est long de 2,3 km, dont 1,6 km pour les deux voies nouvelles. Les voies préexistantes (avenue du Corps Expéditionnaire Français, avenue Elléon) font l’objet d’une requalification dans la continuité des aménagements de ces deux voies.

## Bâtiments remarquables et lieux de mémoire
- La cité Saint-Thys, construite en 1963[5].
- Le Canal de Marseille.
- L'aire d’adhésion du Parc national des Calanques.
- Le Parc des Bruyères, équipement municipal[6], départ de randonnées dans le massif de Saint-Cyr.
- Le sentier de randonnée GR 2013, qui emprunte une portion de l’avenue.
- Deux arrêts de bus, rue des Trois-Ponts pour le bus   et avenue Élléon pour le bus  . La desserte par bus de l’avenue est en projet[3].